# Homer klaunem
Homer klaunem (v anglickém originále Homie the Clown) je 15. díl 6. řady (celkem 118.) amerického animovaného seriálu Simpsonovi. Scénář napsal John Swartzwelder a díl režíroval Bob Anderson. V USA měl premiéru dne 12. února 1995 na stanici Fox Broadcasting Company a v Česku byl poprvé vysílán 4. března 1997 na stanici ČT1.

## Děj
Krustyho dluhy z hazardních her a rozhazování peněz ho dostanou do velkých problémů se springfieldskou mafií. Aby si vydělal více peněz, založí školu pro klauny, kam se přihlásí i Homer. Po absolvování školy se vydává za Krustyho na akcích, které skutečný Krusty považuje za podřadné, například na dětských narozeninových oslavách nebo při odhalování nového sendviče v Krusty Burgeru. 
Stres z vydávání se za Krustyho způsobí, že Homer uvažuje o odchodu z funkce. Brzy však zjistí, že jeho neuvěřitelná podobnost s klaunem má své výhody: Wiggum roztrhá pokutu za rychlou jízdu, když si Homera splete s Krustym, a Apu mu dá slevu v Kwik-E-Martu. 
Později si Homer uvědomí, že vydávání se za Krustyho má i svá úskalí: Homer je unesen mafií, když si ho spletou s Krustym, který jim stále dluží peníze. Don Vittorio DiMaggio řekne Homerovi, že ho zabije, pokud nepředvede trik na malém kole, což je jediný trik, který Homer v klaunské škole nikdy nezvládl. Poté, co se mu tento kousek nepodaří provést k DiMaggiově spokojenosti, je mafián hluboce uražen. 
Zanedlouho přijíždí skutečný Krusty a zmatený DiMaggio je donutí předvést kaskadérský kousek společně na stejném maličkém kole – podaří se jim to a jejich životy jsou ušetřeny, ale Krusty je přesto donucen splatit mafii svůj dluh 48 dolarů za hazardní hry.

## Produkce
Scénář epizody napsal John Swartzwelder a režíroval ji David Silverman. S nápadem přišel Swartzwelder a jeho scénář vyžadoval jen velmi málo přepisování. Díl patří mezi Silvermanovy nejoblíbenější a poté, co se mu Swartzwelderův scénář líbil, jej rád režíroval. Silverman měl pocit, že on sám „přinesl do dílu hodně“, a přestože se Swartzwelderův scénář „lidem při čtení nelíbil“, Silverman si myslel, že „scénář byl opravdu vtipný a já měl nápad na úvod a představil jsem ho se spoustou cirkusové hudby, která inspirovala hudbu, kterou pro něj použili. Byla to skvělá zábava.“ Spolu s dílem Drobné kiksy nad komiksy si jím pomohl při režírování Simpsonových ve filmu.
Silvermanovi pomáhal také Brad Bird, zejména s designem Krustyho. Podle jednoho z prvních nápadů na Simpsonovy byl Šáša Krusty odhalen jako tajná jevištní identita Homera Simpsona. Tato dějová linie se nikdy nerozvinula, ale tato epizoda umožnila scenáristům komentovat designovou podobnost obou postav. Vzhled a design Krustyho je právě takový jako u Homera, jen s klaunským make-upem. Silverman vylepšil linky pod Krustyho očima a přetvořil linii jeho vousů, aby se obě postavy jasněji odlišily.
To, že Homer zmlátil estonského trpaslíka (který se poprvé objevil v dílu Burnsův dědic), byl vtip, se kterým měl Matt Groening problémy. David Mirkin chtěl, aby scéna byla násilná, ale Silverman prohlásil, že se mu zdálo, že animace hotového produktu byla příliš realistická. Nic se však nezměnilo. Fox měl námitky proti tomu, aby si mafie koupila munici ve sportovním zboží Big 5, dokud Mirkin neupozornil, že Big 5 munici prodává.
V roli Tlustého Tonyho se vrátil Joe Mantegna. Mirkin řekl, že Mantegnu je radost režírovat a že Mantegna má roli tak rád, že si přeje ho namluvit, „i kdyby jen kašlal“. Dick Cavett hostoval v roli sebe sama. Mirkin poznamenal, že Cavettova role byla pravděpodobně „nejprotivnější“, jakou kdy pro hostující hvězdu měli. Cavett často vyprávěl historky, do kterých zapojoval sebe a jiné slavné lidi, a Mirkin se rozhodl to zlehčit. Cavett neměl žádné námitky.

## Kulturní odkazy
Název epizody je odkazem na postavu Homeyho D. Clowna z komediálního seriálu In Living Color. Krusty si zapálí cigaretu s vydáním Action Comics #1, prvním výskytem Supermana a jedním z nejvzácnějších komiksů všech dob. Homer formuje svou bramborovou kaši do tvaru cirkusového stanu v parodii na postavu Richarda Dreyfusse, který formuje své brambory do repliky Ďáblovy věže ve filmu Blízká setkání třetího druhu z roku 1977. Epizoda obsahuje několik odkazů na filmy související s organizovaným zločinem, například tóny hrané na sklenicích s vínem během triku Homera a Krustyho s kolem tvoří tóny znělky z filmu Kmotr. Silverman vložil nízkoúhlový záběr na Tlustého Tonyho sedícího na židli jako poctu podobnému snímku.

## Přijetí

### Kritika
Warren Martyn a Adrian Wood, autoři knihy I Can't Believe It's a Bigger and Better Updated Unofficial Simpsons Guide, uvedli, že epizoda je „pozoruhodná svými scénami, kdy se Homer snaží napodobit Krustyho minitrikové smyčky“.
Ryan Keefer z DVD Verdict se domníval, že díl „obsahuje jeden z nejzábavnějších kousků, které epizodu uzavírají“, a udělil mu hodnocení A.
Colin Jacobson z DVD Movie Guide v recenzi DVD 6. řady uvedl, že epizoda „nabízí opravdu úžasnou podívanou“, a pochválil „chytrý odkaz na Blízká setkání a způsoby, jakými spojuje Krustyho mafiánské spojení s Homerem“, a uzavřel, že „je to skutečný vítěz“.
Mike Brantley z The Mobile Register označil díl za 48. nejlepší televizní epizodu všech dob. Když se Simpsonovi začali v roce 2019 streamovat na Disney+, bývalý scenárista a výkonný producent Simpsonových Bill Oakley díl označil za jednu z nejlepších klasických simpsonovských epizod, které lze na této službě sledovat.

### Sledovanost
V původním vysílání skončil díl na 59. místě (shodně s Behind Closed Doors 2) ve sledovanosti v týdnu od 5. do 12. února 1995 a pomohl stanici Fox k celkovému ratingu 7,9 podle agentury Nielsen. Epizoda byla v tomto týdnu pátým nejlépe hodnoceným pořadem na stanici Fox.